# Бикбарда
Бикбарда — село в составе Куединского муниципального округа в Пермском крае.

## Географическое положение
Село расположено в восточной части округа на расстоянии примерно 6 километров на северо-восток по прямой от посёлка Куеда.

## Климат
Климат умеренно континентальный. Зима продолжительная, снежная. Средняя температура января −14…−15 °C. Лето умеренно тёплое. Самый тёплый месяц — июль. Средняя температура июля +18,5 °C. средняя годовая температура составляет +2,1 °C. Абсолютный максимум июльских температур достигает +38 °C, а минимальный +2 °C. Длительность вегетационного периода (с температурой выше +5 °C) колеблется от 155 до 165 дней, безморозный период колеблется от 110 до 130 дней. Период с температурой воздуха выше 10 °C продолжается в течение 125 дней. Осадков в среднем выпадает 450—550 мм. Средняя дата первого заморозка 20 сентября. Снежный покров устанавливается в конце октября — начале ноября и держится в среднем 170—190 дней в году. Средняя дата появления первого снежного покрова 18 октября. Толщина снега к марту месяцу достигает 60-70 см.

## История
Село основано в 1803—1804 годах статским советником Иваном Петровичем Казиным (Козиным) на землях, купленных у башкир. Первоначально называлось в честь основателя и его супруги Натальи Власовны «сельцо Ивановское, Натальино тож». Современное название связано с названием местной речки Бикбардинка. С 1810 года село перешло к предпринимателям Дягилевым, которые переселили сюда крепостных крестьян и построили винокуренный завод. В 1820 году появилась церковь Рождества Богородицы. В советский период истории в селе существовали Бикбардинский совхоз и колхоз «Свет» Одно время в детстве здесь жил актёр Кадочников.. Село до 2006 года было центром сельсовета, а с 2006 до 2020 года центром Бикбардинского сельского поселения Куединского района. После упразднения обоих муниципальных образований в мае 2020 г. имеет статус рядового населённого пункта Куединского муниципального округа.

## Население
Постоянное население составляло 654 человек в 2002 году (86 % русские), 510 человек в 2010 году.
Подробно о Бикбарде см.в Е.В.Дягилева "Семейная запись о Дягилевых". СПб, Пермь. 1998 == Примечания ==
1. ↑  Схема территориального планирования Куединского муниципального района. Том 1 // Федеральная государственная информационная система территориального планирования. — 2009.
2. ↑  Шумилов Е. Н. БИКБАРДА, КУЕДИНСКИЙ РАЙОН, СЕЛО. Пермский край. Энциклопедия. Дата обращения: 23 июня 2020. Архивировано 26 июня 2020 года.
3. ↑  Коряков Ю. Б. База данных "Этно-языковой состав населённых пунктов России". Дата обращения: 23 июня 2020. Архивировано 13 июля 2014 года.
4. ↑  Численность населения городских округов, муниципальных районов, городских и сельских поселений, городских населённых пунктов, сельских населённых пунктов Пермского края по итогам Всероссийской переписи 2010 года // Пермьстат. — 2012. Архивировано 26 июня 2020 года.